# Texas Country Music Hall of Fame
De Texas Country Music Hall of Fame in Carthage is sinds 1998 een eerbetoon aan inwoners van Texas die nationaal hun stempel hebben gedrukt op de countrymuziek. Het bijbehorende museum met een oppervlakte van rond 1200 vierkante meter biedt plaats aan extra ruimtes voor souvenirs, tentoonstellingen, lezingen en catering.

## Hall of Fame
| Jaar | lid                                |
| ---- | ---------------------------------- |
| 1998 | Tex Ritter                         |
| 1998 | Willie Nelson                      |
| 1998 | Jim Reeves                         |
| 1998 | Gene Autry                         |
| 1998 | Cindy Walker                       |
| 1999 | Ernest Tubb                        |
| 1999 | Hank Thompson                      |
| 1999 | Waylon Jennings                    |
| 2000 | Dale Evans                         |
| 2000 | Bob Wills                          |
| 2000 | Charlie Walker                     |
| 2001 | Stuart Hamblen                     |
| 2001 | Billy Walker                       |
| 2001 | Ray Price                          |
| 2002 | Tanya Tucker                       |
| 2002 | Gene Watson                        |
| 2002 | Nat Stuckey                        |
| 2003 | Kris Kristofferson                 |
| 2003 | Lefty Frizzell                     |
| 2003 | Johnny Bush                        |
| 2004 | The Big Bopper (J. P. Richardson)  |
| 2004 | Johnny Lee                         |
| 2004 | Mac Davis                          |
| 2005 | Roger Miller                       |
| 2005 | Jimmy Dean                         |
| 2005 | Johnny Gimble                      |
| 2005 | Glenn Sutton                       |
| 2006 | The Gatlin Brothers                |
| 2006 | Billy Joe Shaver (Honky Tonk Hero) |
| 2007 | Johnny Rodriguez                   |
| 2007 | Red Steagall                       |
| 2007 | Bob Luman                          |
| 2008 | Mickey Newbury                     |
| 2008 | Buck Owens                         |
| 2008 | The Whites                         |
| 2009 | Linda Davis                        |
| 2009 | Michael Martin Murphey             |
| 2009 | Neal McCoy                         |
| 2010 | George Jones (Ol' Possum)          |
| 2010 | Al Dexter                          |
| 2010 | Ray Winkler                        |
| 2011 | Mickey Gilley                      |
| 2011 | Moe Bandy                          |